# Copa Panamericana de Cross Country
La Copa Panamericana de Cross Country es una competición internacional de campo a través organizada por la Asociación Panamericana de Atletismo (APA) desde 2015, para atletas que representen a los países y territorios cuyas asociaciones sean miembros. Las carreras se realizan para atletas mayores, jóvenes (U-20) y juveniles (U-18). La edición inaugural de 2015, en Barranquilla, Colombia, sirve al mismo tiempo para el Campeonato NACAC de Cross Country y el Campeonato Sudamericano de Cross Country.

## Ediciones
| Edición | Año  | Ciudad                        | País        | Fecha         | Ref.        |
| ------- | ---- | ----------------------------- | ----------- | ------------- | ----------- |
| I       | 2015 | Barranquilla, Atlántico       | Colombia    | 22 de febrero | [ 4 ]       |
| II      | 2016 | Caraballeda, La Guaira        | Venezuela   | 4 de marzo    | [ 5 ]       |
| III     | 2018 | San Juan Opico, La Libertad   | El Salvador | 17 de febrero | [ 6 ] [ 7 ] |
| IV      | 2020 | Victoria (Columbia Británica) | Canadá      | 29 de febrero | [ 8 ]       |

## Resultados

### Mayores
| Evento | Oro                                    | Plata                               | Bronce                              |
| ------ | -------------------------------------- | ----------------------------------- | ----------------------------------- |
| 2015   | Maksim Korolev Estados Unidos 28:21    | Gilberto Silvestre Brasil 28:31     | Augustus Maiyo Estados Unidos 28:34 |
| 2016   | Donald Cowart Estados Unidos 31:19     | Gilberto Silvestre Brasil 31:35     | Max King Estados Unidos 31:42       |
| 2018   | Joseph Gray Estados Unidos 30:02       | Augustus Maiyo Estados Unidos 30:05 | Christian Pacheco Perú 30:08        |
| 2020   | Johnatas De Oliveira Cruz Brasil 32:50 | Anthony Rotich Estados Unidos 32:50 | Paul Ramírez Perú 33:11             |

| Evento | Oro                                       | Plata                              | Bronce                             |
| ------ | ----------------------------------------- | ---------------------------------- | ---------------------------------- |
| 2015   | Gladys Tejeda Perú 21:18                  | Kellyn Taylor Estados Unidos 21:33 | Rachel Hannah Canadá 21:34         |
| 2016   | Allison Grace Morgan Estados Unidos 37:41 | Sasha Gollish Canadá 37:53         | Luz Mery Rojas Perú 38:04          |
| 2018   | Carmen Toaquiza Ecuador 35:04             | Gladys Machacuay Perú 35:06        | Luz Mary Rojas Perú 35:07          |
| 2020   | Genevieve Lalonde Canadá 37:37            | Carrie Verdon Estados Unidos 38:09 | Lizaida Thalia Valdivia Perú 38:12 |

### Menores
| Evento | Oro                                        | Plata                               | Bronce                                     |
| ------ | ------------------------------------------ | ----------------------------------- | ------------------------------------------ |
| 2015   | Justyn Knight Canadá 19:04                 | Conner Mantz Estados Unidos 19:13   | Daniel Ferreira do Nascimento Brasil 19:20 |
| 2016   | Daniel Ferreira Do Nascimento Brasil 26:05 | Thomas Pollard Estados Unidos 26:14 | Omar Ramos Quiza Perú 26:35                |
| 2018   | Connor Jeffrey Estados Unidos 25:06        | Tyler Dozzi Canadá 25:19            | Thomas Nobbs Canadá 25:23                  |
| 2020   | Corey Gorgas Estados Unidos 27:15          | Evan Bishop Estados Unidos 27:20    | Alejandro Alania Perú 27:27                |

| Evento | Oro                                | Plata                                | Bronce                         |
| ------ | ---------------------------------- | ------------------------------------ | ------------------------------ |
| 2015   | Saida Meneses Perú 16:29           | Hannah Marian Woodhouse Canadá 16:35 | Branna MacDougall Canadá 16:41 |
| 2016   | Branna MacDougall Canadá 21:31     | Madeleine Ghazarian Canadá 21:31     | Saida Meneses Perú 21:57       |
| 2018   | Brogan MacDougall Canadá 20:36     | Laura Dickinson Canadá 20:54         | Martha MacDonald Canadá 21:02  |
| 2020   | Brooke Rauber Estados Unidos 23:12 | Sadie Sigfstead Canadá 23:23         | Jhenifer Melchor Perú 23:46    |